# Coupe du monde de patinage de vitesse sur piste courte
La coupe du monde de patinage de vitesse sur courte piste est une série annuelle de compétitions de patinage de vitesse sur piste courte organisée annuellement depuis l'hiver 1998-1999 par l'Union internationale de patinage (ISU). Chaque année durant la période hivernale, un nombre d'épreuves de différentes distances ont lieu. Les patineurs peuvent marquer des points à chaque épreuve et celui qui a le plus de points remporte la coupe du monde de la distance.

## Historique
L'édition 2020-2021 est annulée en raison de la pandémie de Covid-19.

## Format
Les différentes distances sont : 500 m, 1 000 m et 1 500 m. Il y a également le relais (3 000 m pour les femmes et 5 000 m pour les hommes). Enfin un classement des nations est également établi.
Le vainqueur du classement général est le patineur qui accumule le plus de points à travers les trois distances individuelles.

## Vainqueurs

### Hommes
| Saison    | Général           | 500 m                   | 1 000 m              | 1 500 m            | 5 000 m relais | Nations  |
| --------- | ----------------- | ----------------------- | -------------------- | ------------------ | -------------- | -------- |
| 1998-1999 | Li Jiajun         | Fabio Carta             | Kim Dong-sung        | Kim Dong-sung      |                | ITA      |
| 1999-2000 | Kim Dong-sung     | Li Jiajun               | Kim Dong-sung        | Li Jiajun          | KOR            | KOR      |
| 2000-2001 | Apolo Ohno        | Apolo Ohno              | Apolo Ohno           | Apolo Ohno         | CAN            | CAN      |
| 2001-2002 | Kim Dong-sung (2) | Kim Dong-sung           | Kim Dong-sung (3)    | Kim Dong-sung (2)  | KOR            | KOR      |
| 2002-2003 | Apolo Ohno        | Jean-François Monette   | Apolo Ohno           | Fabio Carta        | CAN            | CAN      |
| 2003-2004 | Ahn Hyun-soo      | Li Jiajun (2)           | Ahn Hyun-soo         | Ahn Hyun-soo       | CHN            | CHN      |
| 2004-2005 | Apolo Ohno (3)    | Mathieu Turcotte        | Apolo Ohno (3)       | Apolo Ohno (2)     | CAN            | CAN      |
| 2005-2006 | Ahn Hyun-soo (2)  | Ahn Hyun-soo            | Lee Ho-suk           | Ahn Hyun-soo (2)   | KOR            | KOR      |
| 2006-2007 | Tyson Heung       | Tyson Heung             | Lee Ho-suk (2)       | Kim Hyun-kon       | ITA            | KOR      |
| 2007-2008 | Lee Ho-suk        | Sung Si-Bak             | Ahn Hyun-soo (2)     | Lee Ho-suk         | KOR            | KOR      |
| 2008-2009 | Sung Si-bak       | François-Louis Tremblay | Lee Ho-suk (3)       | Sung Si-bak        | CAN            | KOR      |
| 2009-2010 | Lee Jung-su (3)   | Charles Hamelin         | Lee Jung-su          | Lee Jung-su        | KOR            | KOR      |
| 2010-2011 | Thibaut Fauconnet | Simon Cho               | Thibaut Fauconnet    | Maxime Châtaignier | CAN            | CAN      |
| 2011-2012 | Noh Jin-kyu       | Olivier Jean            | Kwak Yoon-gy         | Noh Jin-kyu        | CAN            | KOR      |
| 2012-2013 | Noh Jin-kyu (2)   | Charles Hamelin (2)     | Kwak Yoon-gy (2)     | Noh Jin-kyu (2)    | KOR (6)        | KOR      |
| 2013-2014 | Charles Hamelin   | Victor An (2)           | Charles Hamelin      | Lee Han-bin        | USA            | CAN      |
| 2014-2015 | Sin Da-woon       | Dmitri Migounov         | Semen Elistratov     | Sin Da-woon        | NED            | KOR      |
| 2015-2016 | Kwak Yoon-gy      | Dmitri Migounov (2)     | Semen Elistratov (2) | Kwak Yoon-gy       | CAN            | CAN (6)  |
| 2016-2017 | Shaoang Liu       | Wu Dajing               | Shaoang Liu          | Sjinkie Knegt      | NED (2)        | KOR      |
| 2017-2018 | Hwang Dae-heon    | Wu Dajing (2)           | Shaolin Sándor Liu   | Hwang Dae-heon     | CAN            | KOR      |
| 2018-2019 | Lim Hyo-jun       | Lim Hyo-jun             | Park Ji-won          | Kim Gun-woo        | HUN            | KOR      |
| 2019-2020 | Park Ji-won       | Shaolin Sándor Liu      | Park Ji-won (2)      | Park Ji-won        | RUS            | KOR (14) |
| 2020-2021 | N/A               | N/A                     | N/A                  | N/A                | N/A            | N/A      |
| 2021-2022 |                   | Shaolin Sándor Liu (2)  | Pascal Dion          | Ren Ziwei          | CAN (9)        |          |
| 2022-2023 |                   |                         |                      |                    |                |          |

*Résultats non valides

### Femmes
| Saison    | Général               | 500 m                  | 1 000 m               | 1 500 m               | 5 000 m relais | Nations  |
| --------- | --------------------- | ---------------------- | --------------------- | --------------------- | -------------- | -------- |
| 1998-1999 | Yang Yang (A)         | Wang Chunlu            | Yang Yang (S)         | Yang Yang (A)         |                | CHN      |
| 1999-2000 | Yang Yang (A)         | Yang Yang (S)          | Yang Yang (A)         | Yang Yang (A)         | CHN            | CHN      |
| 2000-2001 | Yang Yang (A)         | Evgenia Radanova       | Yang Yang (A)         | Yang Yang (A)         | CHN            | CHN      |
| 2001-2002 | Yang Yang (A) (4)     | Yang Yang (S) (2)      | Yang Yang (A) (3)     | Yang Yang (A) (4)     | KOR            | CHN      |
| 2002-2003 | Fu Tianyu             | Amélie Goulet-Nadon    | Amélie Goulet-Nadon   | Amélie Goulet-Nadon   | CHN            | CHN      |
| 2003-2004 | Choi Eun-kyung        | Fu Tianyu              | Choi Eun-kyung        | Choi Eun-kyung        | KOR            | KOR      |
| 2004-2005 | Wang Meng             | Wang Meng              | Choi Eun-kyung (2)    | Jin Sun-yu            | CHN            | CHN      |
| 2005-2006 | Jin Sun-yu            | Wang Meng              | Wang Meng             | Jin Sun-yu            | KOR            | KOR      |
| 2006-2007 | Byun Chun-sa          | Wang Meng              | Byun Chun-sa          | Jung Eun-ju           | ITA            | CHN      |
| 2007-2008 | Jin Sun-yu (2)        | Wang Meng              | Jin Sun-yu            | Jin Sun-yu (3)        | CHN            | CHN      |
| 2008-2009 | Wang Meng             | Wang Meng              | Wang Meng             | Zhou Yang             | CHN            | CHN      |
| 2009-2010 | Wang Meng (3)         | Wang Meng              | Wang Meng (3)         | Zhou Yang (2)         | CHN            | CHN      |
| 2010-2011 | Katherine Reutter     | Marianne St-Gelais     | Katherine Reutter     | Katherine Reutter     | CHN            | CHN      |
| 2011-2012 | Arianna Fontana       | Arianna Fontana        | Yui Sakai             | Cho Ha-ri             | CHN            | CHN (12) |
| 2012-2013 | Shim Suk-hee          | Wang Meng              | Elise Christie        | Shim Suk-hee          | CHN (10)       | KOR      |
| 2013-2014 | Shim Suk-hee          | Wang Meng (8)          | Shim Suk-hee          | Shim Suk-hee          | KOR            | KOR      |
| 2014-2015 | Shim Suk-hee (3)      | Fan Kexin              | Shim Suk-hee (2)      | Choi Min-jeong        | KOR            | KOR      |
| 2015-2016 | Choi Min-jeong        | Marianne St-Gelais     | Choi Min-jeong        | Choi Min-jeong        | KOR            | KOR      |
| 2016-2017 | Choi Min-jeong        | Marianne St-Gelais     | Suzanne Schulting     | Shim Suk-hee (3)      | KOR            | KOR      |
| 2017-2018 | Choi Min-jeong (3)    | Marianne St-Gelais (4) | Kim Boutin            | Choi Min-jeong (3)    | KOR (8)        | KOR (8)  |
| 2018-2019 | Suzanne Schulting     | Natalia Maliszewska    | Suzanne Schulting     | Suzanne Schulting     | RUS            | NED      |
| 2019-2020 | Suzanne Schulting (2) | Kim Boutin             | Suzanne Schulting     | Suzanne Schulting (2) | NED            | NED (2)  |
| 2020-2021 | N/A                   | N/A                    | N/A                   | N/A                   | N/A            | N/A      |
| 2021-2022 |                       | Arianna Fontana (2)    | Suzanne Schulting (4) | Lee Yu-bin            | NED (2)        |          |
| 2022-2023 |                       |                        |                       |                       |                |          |

*Résultats non valides